# Gare de La Tour-du-Pin
Pour les articles homonymes, voir La Tour du Pin.
La gare de La Tour-du-Pin est une gare ferroviaire française de la ligne de Lyon-Perrache à Marseille-Saint-Charles (via Grenoble), située sur le territoire de la commune de La Tour-du-Pin, sous-préfecture du département de l'Isère, en région Auvergne-Rhône-Alpes.
Elle est mise en service en 1861 par la Compagnie des chemins de fer de Paris à Lyon et à la Méditerranée (PLM).
C'est une gare de la Société nationale des chemins de fer français (SNCF), desservie par des trains TER Auvergne-Rhône-Alpes.

## Situation ferroviaire
Établie à 339 mètres d'altitude, la gare de La Tour-du-Pin est située au point kilométrique (PK) 56,696 de la ligne de Lyon-Perrache à Marseille-Saint-Charles (via Grenoble), entre les gares de Cessieu et de Saint-André-le-Gaz.

## Histoire

### XIXesiècle
La station de La Tour-du-Pin est mise en service le 22 août 1861 par la Compagnie des chemins de fer de Paris à Lyon et à la Méditerranée (PLM), lorsqu'elle ouvre à l'exploitation la troisième section, de Bourgoin à Saint-André-le-Gaz de la ligne de Lyon à Grenoble.
Le 7 juillet 1869 un décret approuve le projet de travaux d'agrandissement de la gare pour un coût de 18 500 francs. Ces travaux ont été rendus nécessaires du fait de l'importance du trafic formé par l'industrie et le commerce de la ville. En 1876, le bâtiment voyageurs est modifié.

### XXesiècle
En décembre 1909, elle devient une gare d'échange avec l'ouverture de la ligne de La Tour-du-Pin à Avenières par la Compagnie des chemins de fer du Sud de la France qui exploite la ligne pour le compte du département qui a construit cette ligne (elle fermera en 1935). En 1911, c'est une gare de la Compagnie du PLM, qui peut recevoir et expédier des dépêches privées et qui est ouverte aux services complets de la grande et de la petite vitesse.

### XXIesiècle
En 2013, la communauté de communes aménage un nouveau parking pour 225 voitures. il dispose d'un cheminement piéton pour rejoindre la gare. En 2017, un jeune homme de 20 ans décède après avoir été percuté par un TER sur le site de la gare, entraînant une interruption de la ligne.

## Service des voyageurs

### Accueil
Gare SNCF, elle dispose d'un bâtiment voyageurs, comprenant un guichet et une salle d'attente, ouverts tous les jours. Elle est équipée d'automates pour l'achat de titres de transport TER. Les usagers peuvent également disposer d'un relais toilettes et d'un distributeur de boissons.
Une passerelle permet la traversée des voies et le passage d'un quai à l'autre.

### Desserte
La Tour-du-Pin est desservie par des trains TER Auvergne-Rhône-Alpes, des relations :
- Lyon-Part-Dieu à Chambéry - Challes-les-Eaux, Bourg-Saint-Maurice ou Modane,
- Lyon-Part-Dieu à Grenoble,
- Lyon-Perrache à Saint-André-le-Gaz.

### Transports en commun
La ligne d'autobus local (dénommé Transtour) dessert la gare SNCF par l'intermédiaire de sa ligne unique. Les lignes T10 et T11 des Cars Région Isère desservent la gare.

### Vélos et voitures
Un parc pour les vélos comprenant  48 places en consigne collective avec des accroches vélos et un vaste parking pour les véhicules automobiles y sont aménagés.